# Романтичен път
Романтичния път (на немски: Romantische Straße) е име на най-известния по света немски туристически маршрут. Намира се в Южна Германия (Бавария и Баден-Вюртемберг), между Вюрцбург и Фюсен.
Възниква спонтанно около 1950 г.; основателите му са неизвестни. Дълъг е 366 km и минава през областите Франкония, Швабия и Горна Бавария през полегати терени покрай реките Таубер и Вьорниц, пресича Дунав и продължава на юг.
Смята се, особено от чужденците, че носи типичния дух на немската природа и култура.

## Маршрут
От север на юг:
- Вюрцбург
- Таубербишовсхайм
- Лауда-Кьонихсхофен
- Бад Маргентхайм
- Вайкерсхайм
- Рьотинген
- Креглинген
- Ротенбург
- Шилингсфюрст
- Фойхтванген
- Динкелсбюл
- Валерщайн
- Ньордлинген
- Харбург
- Донаувьорт
- Аугсбург
- Фридберг
- Кауферинг
- Ландсберг
- Хохенфюрх
- Шонгау
- Пайтинг
- Ротенбух
- Вилдщайг
- Щайнгаден и Вискирхе
- Халблех
- Швангау, Нойшванщайн и Хохеншвангау
- Фюсен